# Давыдов, Олег Викторович
Оле́г Ви́кторович Давы́дов (27 октября 1952 года, г. Богородицк Тульской области — 23 апреля 2017 года, г. Москва) — российский публицист, писатель, редактор.

## Биография
Учился в Московском Государственном университете им. Ломоносова, биологический факультет, кафедра антропологии. Занимался генетикой популяций человека.
В 1975 году окончил университет и, отказавшись от места в аспирантуре, получил свободное распределение. Два месяца читал лекции о происхождении человека в Тимирязевском музее, после чего устроился работать дворником. В разное время работал сторожем, дворником, кочегаром, параллельно занимаясь литературной деятельностью. С 1984 года сотрудничал с рядом самиздатовских журналов и иностранных русскоязычных изданий.
С 1995 года — заведующий отделом «Стиль жизни» «Независимой газеты». С 1997 года — заместитель главного редактора «Независимой газеты» и ответственный редактор приложения «НГ-Фигуры и лица». С 2002 года — заместитель главного редактора журнала «Новая Модель». С 2004 года по 2007 год работал в «Политическом Журнале» в должности заместителя главного редактора, а позже — главного редактора. В это же время активно публикуется в интернет-журнале Перемены, где ведет проект «Места Силы», исследуя российские аномальные зоны и их связь с российской историей и Житиями Святых.
Автор романов и эссе. Аналитические статьи и книги Олега Давыдова о русской литературе и современных российских политиках отличает особый метод, в котором фрейдистский психоанализ почти всегда сочетается с сильной интеллектуальной провокацией. Давыдов обращает внимание в первую очередь не на то, что хотел сказать или сделать герой его текста, а на то, что у него в результате «сказалось» или «сделалось» — как бы нечаянно, и анализирует те скрытые механизмы психики, которые послужили причиной такого неожиданного результата. В разное время его анализу подвергались труды и биографии Федора Достоевского, Льва Толстого, Александра Блока, Эдуарда Лимонова, Бориса Ельцина, Михаила Горбачева, Александра Солженицына, Пушкина, Тургенева и многих других.